# Наньин, Самюэль
Самюэль Наньин (фр. Samuel Hnanyine; род. 1 марта 1984, Таити, Французская Полинезия) — таитянский футболист, нападающий клуба «Дрэгон». Чемпион (2012/13) и обладатель Кубка Таити (2013). С 2013 года игрок национальной сборной Таити.

## Клубная карьера
Взрослую карьеру начал в 2006 году в таитянском клубе «Теара». С 2011 года выступает за столичный клуб «Дрэгон».

## Карьера в сборной
Дебют игрока за национальную сборную Таити состоялся 23 марта 2013 года в матче отборочного турнира чемпионата мира 2014 против сборной Соломоновых островов. Выйдя на замену на 81-й минуте матча отличился первым забитым голом за национальную команду.
В 2013 году принял участие в матче Кубка конфедераций 2013 против сборной Уругвая.